# Kahler Ahorn

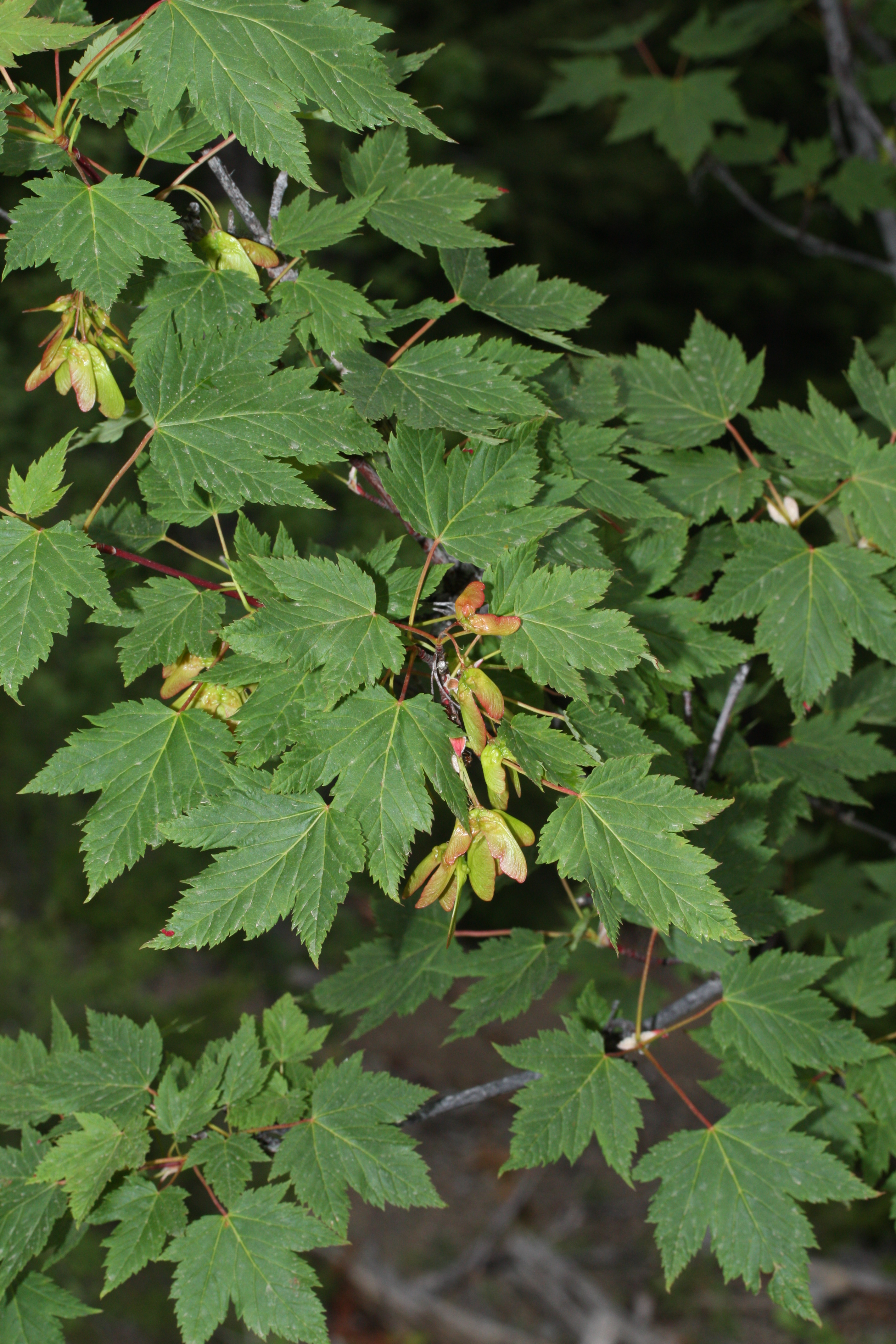
Zweig mit Blättern und jungen Früchten

Der Kahle Ahorn (Acer glabrum) ist eine Pflanzenart aus der Gattung der Ahorne (Acer) innerhalb der Familie der Seifenbaumgewächse (Sapindaceae). Das natürliche Verbreitungsgebiet liegt in den USA und in Kanada.

## Beschreibung

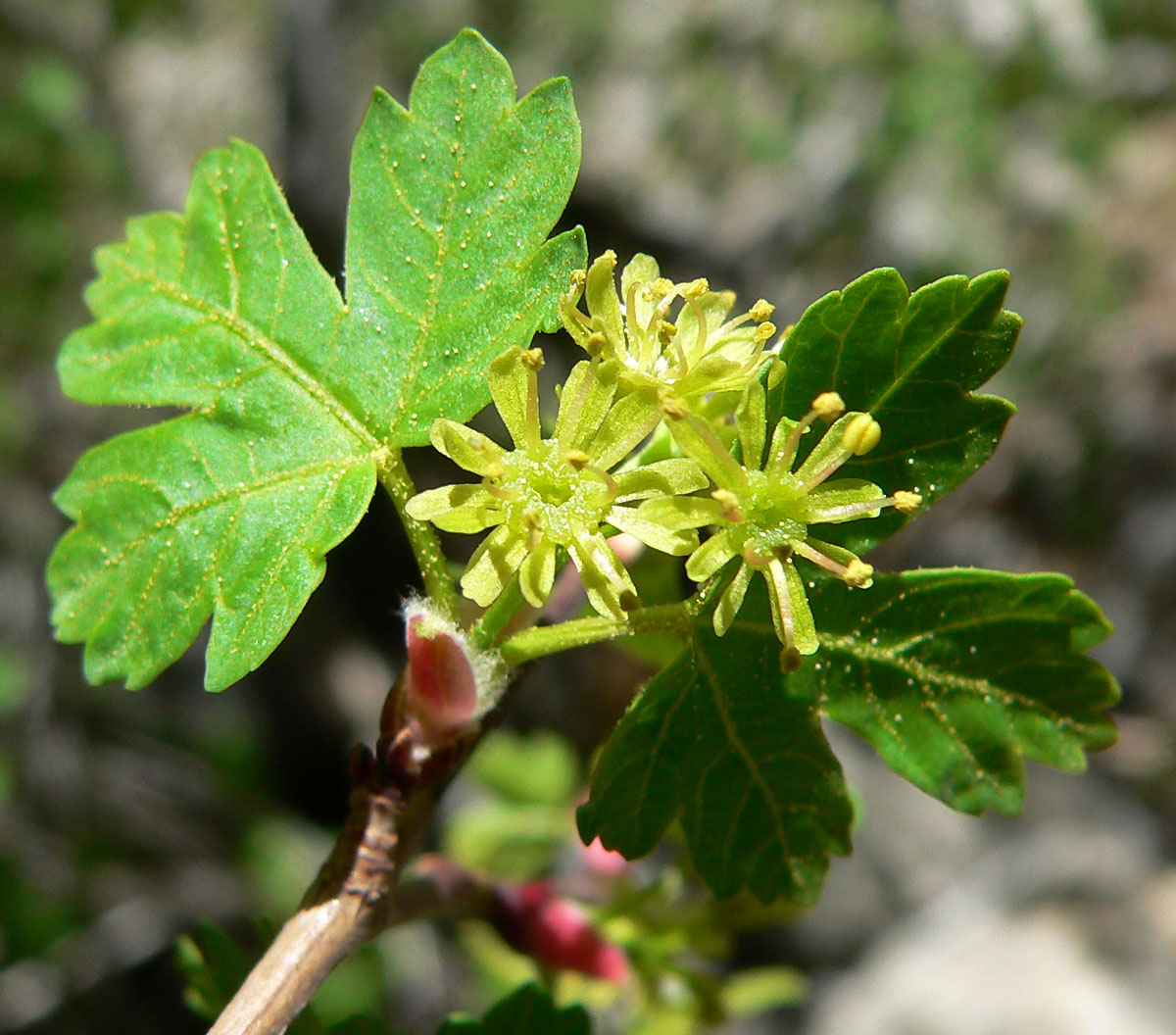
Männliche Blüten

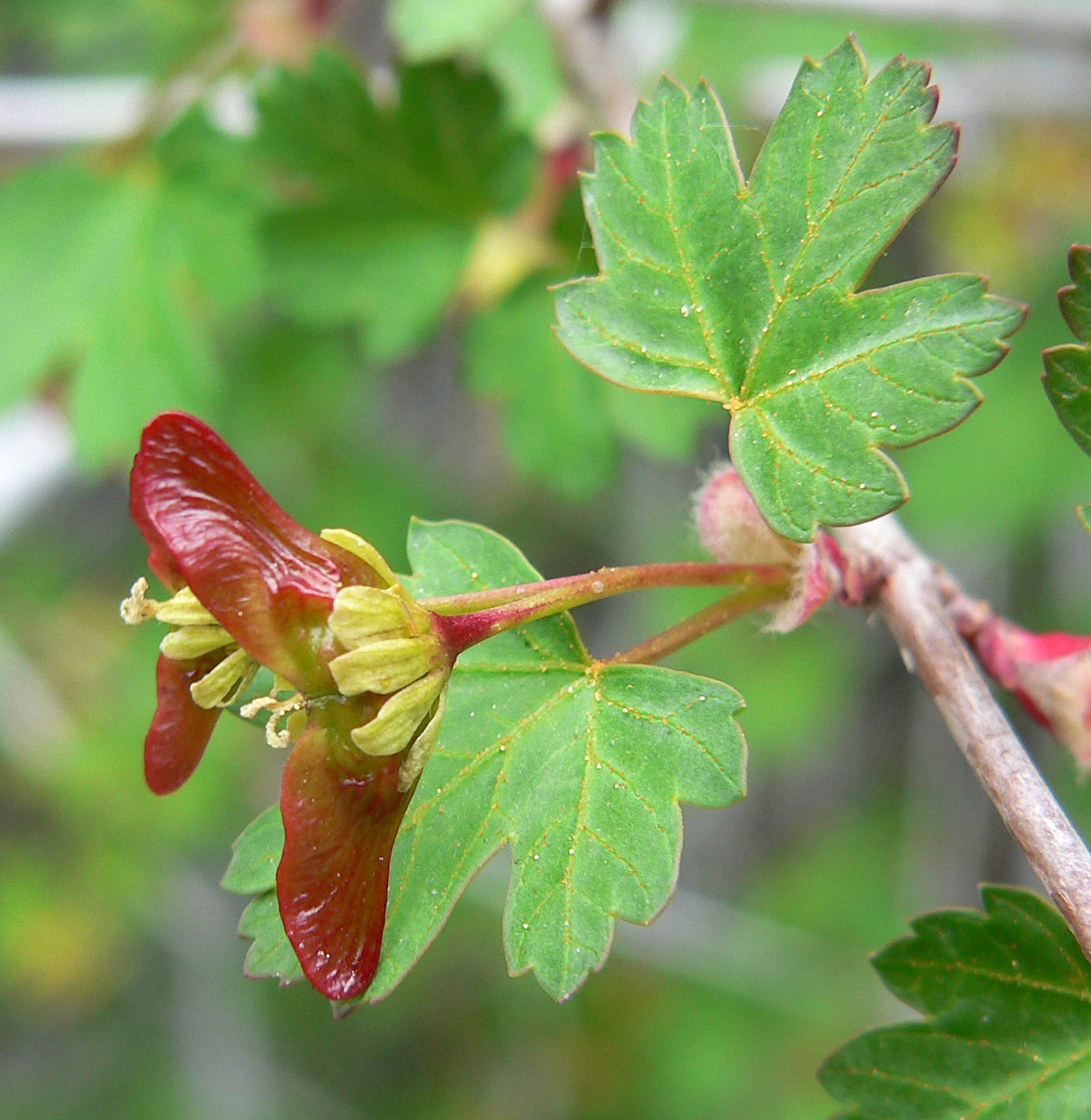
Weibliche Blüte mit junger Frucht

### Vegetative Merkmale
Der laubabwerfende Kahle Ahorn ist ein bis über 10 Meter hoher, kleiner Baum oder Strauch. Der Stammdurchmesser erreicht über 30 Zentimeter, selten bis zu 60 Zentimeter. Die kahle Rinde ist anfangs rotbraun und später olivgrün bis gräulich.
Die gegenständig an den Zweigen angeordneten Blätter sind in Blattstiel und -spreite gegliedert. Der kahle Blattstiel ist rötlich und leicht rinnig und bis 11 Zentimeter lang. Die drei- bis fünflappige, gelappte bis gespaltene, seltener dreischnittige Blattspreite ist bei einer Breite von 5 bis 15 Zentimetern im Umriss rundlich bis eiförmig mit leicht herzförmiger bis gestutzter Basis. Die Blattlappen enden mehr oder weniger spitz oder zugespitzt. Der Blattrand ist, teils spitzig, doppelt oder einfach gesägt. Die Blattoberseite ist glänzend dunkelgrün, die -unterseite ist heller bis blaugrün. Beide Seiten sind völlig kahl. Die Laubblätter färben sich im Herbst gelb.

### Generative Merkmale
Die Blütezeit liegt im Mai. Der Kahle Ahorn ist meist zweihäusig oder seltener einhäusig und dichogam. Wobei die protandrischen Individuen meist nur männliche Blüten produzieren und protogyne oft nur weibliche. 5 bis 15 Blüten befinden sich in einem schirmrispigen Blütenstand.
Die kleinen, grün-gelblichen und funktionell eingeschlechtlichen und fünfzähligen Blüten sind bei einem Durchmesser von etwa 8 Millimetern radiärsymmetrisch mit doppelter Blütenhülle. Bei männlichen Blüten sind etwa 8 Staubblätter vorhanden und ein Pistillode kann vorkommen, bei weiblichen sind Staminodien ausgebildet. Der oberständige und abgeflachte Fruchtknoten ist kahl. Die Narbenäste sind weißlich bis grünlich. Bei männlichen Blüten sind die Petalen gleich lang wie die Sepalen, bei weiblichen sind sie kürzer. Es ist jeweils ein Diskus vorhanden.
Die zweiteilige Spaltfrucht ist bis 5 Zentimeter lang. Die im Sommer oft rötlich gefärbten Flügel der einsamigen Teilfrüchte sind stumpfwinklig gespreizt bis überlappend.

Verbreitungskarte

## Vorkommen
Das Verbreitungsgebiet liegt in den kanadischen Provinzen Alberta sowie British Columbia und in Alaska und in den westlichen bis zentralen USA bis nach Kalifornien.
Der Kahle Ahorn wächst in artenarmen Wäldern auf mäßig trockenen bis frischen, sauren bis neutralen, sandigen Böden an sonnigen Standorten. Der Kahle Ahorn ist frosthart.

## Systematik
Die Erstbeschreibung erfolgte 1827 durch John Torrey in den Annals of the Lyceum of Natural History of New York.
Die Art Acer glabrum gehört zur Serie Glabra aus der Sektion Glabra in der Gattung Acer.
Je nach Autor gibt es etwa zwei bis fünf Unterarten:
- Acer glabrum Torr. subsp. glabrum
- Acer glabrum subsp. douglasii (Hook.) Wesm.: Mit drei- bis fünflappigen, aber nie zerschnittenen, 5 bis 10 Zentimeter breiten Blättern mit schwach herzförmiger Basis. Die Lappen sind kurz zugespitzt und gesägt. Der Mittellappen ist breit-eiförmig mit spitzigen Zähnen. Die Fruchtflügel sind breiter als bei der Unterart glabrum. Das Verbreitungsgebiet der Unterart reicht von Alaska über Westkanada bis in den Nordwesten der USA.[1]

## Verwendung
Der Kahle Ahorn wird selten wegen ihrer außergewöhnlichen Herbstfärbung als Ziergehölz verwendet.